# Économie de l'Ouzbékistan
L'économie de l'Ouzbékistan est marquée par l'importance de son agriculture et de son industrie, de par son héritage soviétique. 38 % de la population active est occupée dans l'agriculture majoritairement irriguée (cultures du coton, des fruits, des primeurs, du riz, de la luzerne, des vignes ou encore des céréales fourragères, élevage ovin et bovin et sériciculture).
Le pays dispose également d'importantes richesses minières (gaz naturel, uranium, cuivre, pétrole) ce qui contribua à l'industrialisation du pays dans l'après-guerre et a totalisé récemment une bonne partie des investissements étrangers dans les secteurs de l'extraction minière, du raffinage du pétrole ou encore de la machinerie agricole et de l'assemblage de voitures.
Dès l'indépendance, le président Karimov a fait le choix d'une stratégie de réforme graduelle visant notamment à atteindre l'autosuffisance énergétique et alimentaire du pays. Cependant, la croissance économique reste soumise à des fluctuations régulières. Tributaire des recettes d'exportation (coton, uranium et or pour une large part), le développement de l'économie ouzbèke a été freiné par les résultats en demi-teinte de la récolte du coton dont l'Ouzbékistan est le 4e producteur mondial, et de l'uranium dont le Combinat minier et métallurgique de Navoï est le 8e producteur mondial.
De plus, sans véritable stratégie de réformes, les autorités du pays ont multiplié les faux pas (comme dans le domaine des changes, ayant refusé la convertibilité de la monnaie nationale jusqu'en 2003) et des actions restrictives et dirigistes envers les petites et moyennes entreprises, ce qui entraîna une stagnation dans le milieu des affaires. Seulement le petit commerce de rue et les entreprises ayant le droit privilégié de faire les opérations d'importation ont pu prospérer tandis que le tissu économique général resta de facto soit étatique, soit sous une forte emprise de l'État. On notera également une forte emprise sur les nouveaux secteurs économiques à haute valeur ajoutée, surtout dans la capitale Tachkent, exercée par la fille du président Karimov, Goulnora.
La situation économique de l’Ouzbékistan reste en effet fragile : l'adoption de la libre convertibilité de la monnaie nationale en octobre 2003 devrait cependant créer un environnement beaucoup plus favorable aux investissements étrangers. Certains résultats macroéconomiques positifs sont à noter (inflation et dévaluation de la monnaie relativement maîtrisées notamment). Le réchauffement politique avec la Russie, entamé en 2005, a eu pour résultat les investissements massifs des compagnies russes sur le sol ouzbek (dans le domaine de l'énergie, des télécommunications, de l'aviation civile ou encore de l'agroalimentaire), ainsi que la hausse substantielle des échanges commerciaux bilatéraux (3 milliards de dollars en 2006, + 42 % par rapport à 2005).
Toutefois, Tachkent hésite à aller de l'avant dans le domaine des privatisations du secteur agricole qui représente toujours 1/3 du PIB et de la population active. En fait, le gouvernement retarde une véritable libéralisation de l'économie par crainte de ses conséquences sur un tissu social déjà fortement dégradé (27 % de la population vit en dessous du seuil de pauvreté et les revenus moyens sont à la baisse depuis 1997) et pour préserver les intérêts de quelques acteurs économiques influents, proches des élites au pouvoir. L'offensive maladroite, à partir de l'été 2004, contre l'économie informelle a été à l'origine d'importants remous sociaux.
Premier producteur et exportateur du coton dans l'ex-URSS, l'Ouzbékistan est largement critiqué par la communauté internationale d'utiliser le travail forcé des enfants et des étudiants sur les champs de coton sous le soleil accablant et d'appliquer les rémunérations dérisoires aux récolteurs de cette culture stratégique pour le pays qui rapporte plusieurs milliards de dollars aux coffres d'État. Malgré les pressions internationales et l'interdiction formelle du gouvernement ouzbek d'utiliser le travail des enfants, il apparait que la réalité sur le terrain reste inchangée.
Les multinationales implantée dans le pays sont capables d'exercer de fortes pressions ; en 1993, ayant acquis une usine de montage, Daewoo fait modifier la législation sociale qui interdisait la production en continu avec trois équipes de huit heures.

## Agriculture
L'Ouzbékistan a produit en 2018:
- 5,4 millions de tonnes de blé;
- 2,9 millions de tonnes de pomme de terre;
- 1 million de tonnes de coton (6e producteur mondial en 2019);
- 2,2 millions de tonnes de tomate (14e producteur mondial);
- 2,1 millions de tonnes de carotte (2e producteur mondial, derrière la Chine);
- 1,8 million de tonnes de pastèque (8e producteur mondial);
- 1,5 million de tonnes de raisin (15e producteur mondial);
- 1,4 million de tonnes oignon (15e producteur mondial);
- 1,1 million de tonnes de pomme (14e producteur mondial);
- 857 000 tonnes de concombre (7e producteur mondial);
- 743 000 tonnes de chou;
- 493 000 tonnes abricot (2e producteur mondial, juste derrière la Turquie);
- 413 000 tonnes de maïs;
- 254 000 tonnes de ail;
- 221 000 tonnes de riz;
- 172 000 tonnes de cerise;
- 161 000 tonnes de pêche;
- 134 000 tonnes de prune (17e producteur mondial);

En plus de petites productions d'autres produits agricoles.

### Coton
L'Ouzbékistan est en 2019 le sixième producteur mondial de coton. Pendant des décennies, la récolte était effectuée grâce au travail forcé de centaines de milliers de fonctionnaires, d'élèves et d'étudiants. Des campagnes de boycott international ont permis de mettre fin au travail des enfants. Le nouveau président Shavkat Mirziyoyev souhaite mettre fin au travail forcé. En 2018, l'OIT confirme une diminution de moitié des travailleurs forcés, faisant passer leur nombre à 170 000 personnes, sur un total de 2,5 millions de cueilleurs de coton. Les conditions de travail pour l'ensemble des cueilleurs semblent également s'être améliorées.
En 2013, l'Ouzbékistan était le troisième exportateur mondial de coton, cette activité représentait 20 % de son PIB et 40 % de ses recettes en devises.
À partir du 15 mars 2020, la production de coton est entièrement libéralisée, et la population a le choix de cultiver autre chose que du coton, après des décennies de planification.